# Mięśniak

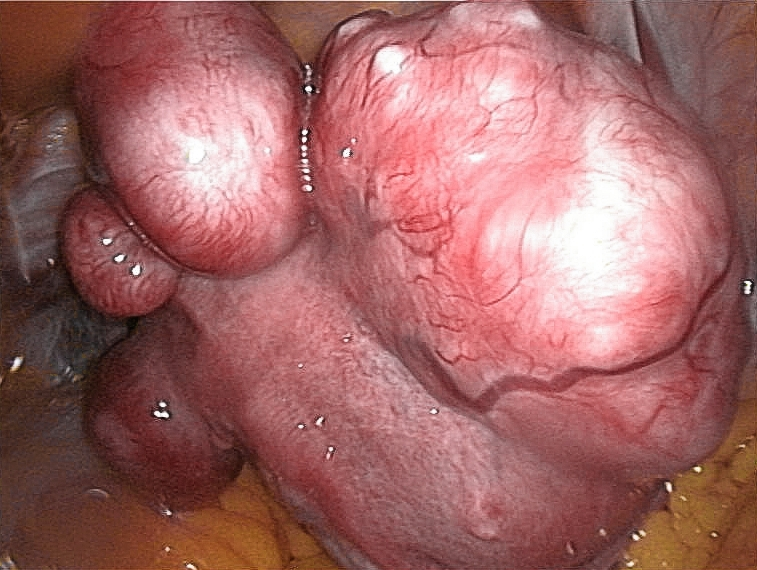
Mięśniak macicy

Mięśniak (łac. myoma) – nowotwór wywodzący się z tkanki mięśniowej. Wyróżnia się dwa rodzaje mięśniaków:
- gładkokomórkowy (leiomyoma) – rozwija się z mięśni gładkich[1] (np. w macicy),
- prążkowanokomórkowy (rhabdomyoma) – rozwija się z mięśni poprzecznie prążkowanych[1][2].